# Трофей Ріо
Трофей Ріо або Кубок Ріо (порт. Taça Rio) — щорічний турнір штату Ріо-де-Жанейро. Це другий раунд Ліги Каріока, чемпіонату штату Ріо-де-Жанейро.
Трофей Ріо був організований в 1982 році Футбольною федерацією штату Ріо-де-Жанейро. «Васко да Гама» є найуспішнішими клубом турніру в історії, вигравши титул 11 разів.

## Формат
12 команд розділені на дві групи, які були в першому раунді чемпіонату Ріо — Кубку Гуанабари. Однак, на відміну від Кубка Гуанабари, тут команди грають з командами з іншої групи, а не своєї. У півфінал виходять перша і друга команди з груп, лідер першої групи зустрічається з другою командою другої групи і навпаки, фіналісти визначаться в одному матчі. Переможець турніру грає з переможцем турніру Кубка Гуанабара за звання чемпіона штату Ріо-де-Жанейро.
З 2021 року трофей розігрується між командами, що зайняли з 5 по 8 місця в Кубку Гуанабари.

## Історія
Кубок Ріо був створений у 1982 році як другий раунд чемпіонату штату Ріо. Турнір не проводився лише в 1994 і 1995 роках через зміни формату Кубка Гуанабара. У 1996 році турнір був відновлений у старому форматі.

## Фінали
| Рік  | Переможець    | Фіналіст      |
| ---- | ------------- | ------------- |
| 2024 | Ботафого      | Боавіста      |
| 2023 | Ботафого      | Аудакс        |
| 2022 | Резенде       | Нова-Ігуасу   |
| 2021 | Васко да Гама | Ботафого      |
| 2020 | Флуміненсе    | Фламенгу      |
| 2019 | Фламенгу      | Васко да Гама |
| 2018 | Флуміненсе    | Ботафого      |
| 2017 | Васко да Гама | Ботафого      |
| 2016 | Волта-Редонда | Резенде       |
| 2015 | Мадурейра     | Бангу         |
| 2014 | Боавіста      | Фрібургенсе   |
| 2013 | Ботафого      | Флуміненсе    |
| 2012 | Ботафого      | Васко да Гама |
| 2011 | Фламенгу      | Васко да Гама |
| 2010 | Ботафого      | Фламенгу      |
| 2009 | Фламенгу      | Ботафого      |
| 2008 | Ботафого      | Флуміненсе    |
| 2007 | Ботафого      | Кабофріенсе   |
| 2006 | Мадурейра     | Амерікано     |
| 2005 | Флуміненсе    | Фламенгу      |
| 2004 | Васко да Гама | Флуміненсе    |
| 2003 | Васко да Гама | Флуміненсе    |
| 2002 | Амерікано     | Васко да Гама |
| 2001 | Васко да Гама | Фламенгу      |
| 2000 | Фламенгу      | Васко да Гама |
| 1999 | Васко да Гама | Фламенгу      |
| 1998 | Васко да Гама | Флуміненсе    |
| 1997 | Ботафого      | Фламенгу      |
| 1996 | Фламенгу      | Васко да Гама |
| 1993 | Васко да Гама | Фламенгу      |
| 1992 | Васко да Гама | Фламенгу      |
| 1991 | Фламенгу      | Ботафого      |
| 1990 | Флуміненсе    | Ботафого      |
| 1989 | Ботафого      | Васко да Гама |
| 1988 | Васко да Гама | Флуміненсе    |
| 1987 | Бангу         | Васко да Гама |
| 1986 | Фламенгу      | Флуміненсе    |
| 1985 | Фламенгу      | Бангу         |
| 1984 | Васко да Гама | Флуміненсе    |
| 1983 | Фламенгу      | Бангу         |
| 1982 | Америка       | Ботафого      |

## Перемог у команд
- Васко да Гама — 11
- Фламенгу — 9
- Ботафого — 9
- Флуміненсе — 4
- Мадурейра — 2
- Америка — 1
- Амерікано — 1
- Бангу — 1
- Боавіста — 1
- Волта-Редонда — 1